# Aymaria jarmila
Aymaria jarmila là một loài nhện trong họ Pholcidae. Loài này có ở quần đảo Galapagos.